# Mario David (Fußballspieler)
Mario David (* 3. Januar 1934 in Udine; † 26. Juli 2005 in Monfalcone) war ein italienischer Fußballspieler und -trainer, der mit der Nationalmannschaft seines Heimatlandes an der Fußball-Weltmeisterschaft 1962 teilnahm.

## Karriere

### Vereinskarriere
Mario David begann seine fußballerische Laufbahn im Jahre 1950 bei der AS Livorno. Nach drei Jahren in der zweiten beziehungsweise dritten italienischen Fußballliga wechselte David 1953 zu Vicenza Calcio. Die meiste Zeit spielte er mit Vicenza, heutzutage Zweitligist, in der Serie A. Nachdem 1955 der Aufstieg in die Serie A gelungen war, bedeutete ein siebter Rang in der Spielzeit 1957/58, seiner letzten für Vicenza Calcio, die beste Platzierung in der Liga für Mario David mit dem Verein aus Venetien. Zur Saison 1958/59 wechselte er dann zum AS Rom, von wo aus er nach 43 Spielen und zwei Toren für die Roma zur AC Mailand wechselte. In einer Mannschaft mit Weltstars wie Gianni Rivera, Giovanni Trapattoni, Cesare Maldini, José Altafini oder Bruno Mora gewann Mario David mit dem AC Mailand den Europapokal der Landesmeister 1962/63, als die Mannschaft von Trainer Nereo Rocco im Endspiel im Wembley-Stadion von London mit 2:1 gegen Benfica Lissabon gewann. Dies war nicht der einzige Titelgewinn für Mario David mit dem AC Mailand. Auch gewann er mit dem Verein in der Saison 1961/62 die Serie A, als ein erster Platz in der Tabelle mit fünf Punkten Vorsprung auf den Stadtrivalen Inter Mailand belegt wurde. 1965 verließ David die AC Mailand nach 114 Ligaspielen und sechs Toren und schloss sich Sampdoria Genua an. Dort und später bei der US Alessandria ließ er seine Laufbahn ausklingen. Später wurde Mario David Fußballtrainer, unter anderem coachte er die AC Ancona, Alessandria und die AC Monza. Nennenswerte Erfolge gelangen ihm aber nicht.

### Nationalmannschaft
Mario David wurde in der italienischen Fußballnationalmannschaft zwischen 1958 und 1962 dreimal eingesetzt. Er nahm mit der Squadra Azzurra an der Fußball-Weltmeisterschaft 1962 teil. Bei dem Weltturnier in Chile setzten ihn Italiens Nationaltrainer Paolo Mazza und Giovanni Ferrari in einem Spiel ein, in dem er aber gleich zu einem der Hauptakteure, wenn auch im negativen Sinn, avancierte. In der Schlacht von Santiago, dem Vorrundenspiel gegen den Gastgeber, das von Fouls und Härte geprägt war, wurde ihm von Leonel Sánchez, dem Starspieler der Chilenen, mit einem Faustschlag das Nasenbein gebrochen. Schiedsrichter Ken Aston sprach gegenüber Sánchez, der zuvor bereits gegenüber Humberto Maschio auffällig geworden war, dem er auch die Nase brach, keinen Platzverweis aus. Mario David indes revanchierte sich an Sánchez und verpasste diesem einen Schlag am Kopf und wurde von Aston des Feldes verwiesen. Neben David wurde auch noch ein italienischer und ein chilenischer Spieler mit Platzverweis das Spielfeld verlassen. Das Spiel wurde schließlich durch zwei späte Tore von Jaime Ramírez und Jorge Toro für die Chilenen entschieden. Dadurch war Chile für das Viertelfinale qualifiziert und Italien vorzeitig ausgeschieden.

## Erfolge
- Italienische Serie-B-Meisterschaft: 1954/55
- Italienische Meisterschaft: 1961/62
- Europapokal der Landesmeister: 1962/63